# Alamsay Stadium
Alamsay Stadium – piłkarski stadion w mieście Burco w Somalii. Swoje mecze rozgrywa na nim drużyna Burco FC. Stadion może pomieścić 5 000 widzów.